# KOCHO
KOCHO（こちょう - ）は、日本の歌手、作詞家である。大分県出身。フェリス女学院大学音楽学部卒。その他の名義にMarie Kocho、沙羅がある。日本作詩家協会会員。日本音楽著作権協会正会員。

## 来歴・人物
6歳から大学進学まで大分県のアンジェルス児童合唱団に所属。フェリス女学院大学音楽学部音楽芸術学科卒業。
在学中、菅野祐悟が音楽を担当したテレビアニメ『鉄腕バーディー DECODE』（2008年）の挿入歌のボーカリストとしてデビュー。
その後、テレビドラマ・アニメ・CMなど数多くの映像作品の音楽に参加。
2016年、テレビアニメ『NEW GAME!』OP「SAKURAスキップ」にて作詞提供。
2016年、ニトリのCM「ランドセル2016年わんぱく組」の歌唱を担当。
2017年12月、テレビアニメ『魔法使いの嫁』の第5話で歌唱を担当した挿入歌「君の行方」が『魔法使いの嫁オリジナルサウンドトラック』に収録。
2018年、ドラマ『アンナチュラル』のメインテーマ及び挿入歌「カタルシス」での歌唱を担当し、3月にサウンドトラックCDに収録。
PS4・PS Vita『実況パワフルプロ野球2018』のオープニングテーマ「Brand new sky」を歌唱・作詞担当。
スマートフォン向けゲーム『Fate/Grand Order』 メインクエスト第2部 第3章「Lostbelt No.3 人智統合真国 SIN 紅の月下美人」CMテーマ曲「Thest」を歌唱担当。

## 作詞提供作品
- TVアニメ「NEW GAME!」
  - SAKURAスキップ - fourfolium（CV:高田憂希,山口愛,戸田めぐみ,竹尾歩美）OPテーマ（2016）
  - 春色Runway - 涼風青葉（CV : 高田憂希）BD&DVD第1巻特典曲,TVアニメ「NEW GAME!!」キャラクターソングミニアルバム2「SINGin' SING UP♪♪♪♪」収録曲（2016）
  - そうじろうのうた - 滝本ひふみ（CV：山口愛）BD&DVD第2巻特典曲,TVアニメ「NEW GAME!!」キャラクターソングミニアルバム2「SINGin' SING UP♪♪♪♪」収録曲（2016）
  - ミラクル☆マジカル☆ムーンレンジャー - 篠田はじめ（CV:戸田めぐみ）×桜ねね（CV:朝日奈丸佳）BD&DVD第4巻特典曲,TVアニメ「NEW GAME!!」キャラクターソングミニアルバム2「SINGin' SING UP♪♪♪♪」収録曲（2017）
  - Sweet Everyday - 飯島ゆん（CV:竹尾歩美）BD&DVD第5巻特典曲,TVアニメ「NEW GAME!!」キャラクターソングミニアルバム2「SINGin' SING UP♪♪♪♪」収録曲（2017）
  - ワタシConnect* - 歌:滝本ひふみ（CV:山口愛）キャラクターソングミニアルバム「Now Singing♪♪♪♪」収録曲（2017）
  - It's OK!! - 篠田はじめ（CV:戸田めぐみ）キャラクターソングミニアルバム「Now Singing♪♪♪♪」収録曲（2017）
  - あめのちほしぞら - 飯島ゆん（CV:竹尾歩美）キャラクターソングミニアルバム「Now Singing♪♪♪♪」収録曲（2017）
- TVアニメ「NEW GAME!!」
  - ユメイロコンパス[8] - fourfolium（CV:高田憂希,山口愛,戸田めぐみ,竹尾歩美）ED2,シングル「JUMPin’ JUMP UP!!!!」[9] 収録曲（2017）[9]
  - ススメRunner!! - fourfolium（CV:高田憂希,山口愛,戸田めぐみ,竹尾歩美） シングル「STEP by STEP UP↑↑↑↑」収録曲（2017） ※共作：eba[10]
  - Blindly Sky - 八神コウ（CV : 日笠陽子）キャラクターソングCDシリーズ VOCAL STAGE 1 収録曲（2017）
  - ふたり空 - 遠山りん（CV：茅野愛衣）キャラクターソングCDシリーズ VOCAL STAGE 2収録曲（2017）
  - ミラクル☆マジカル☆ムーンレンジャー -Special Edition.- - オリジナルサウンドトラック EXTRA STAGE収録曲（2017）
  - Heart Restart - 飯島ゆん（CV:竹尾歩美） BD&DVD第4巻特典曲（2017）
  - カラフル☆フュージョン - 篠田はじめ（CV：戸田めぐみ）＆飯島ゆん（CV：竹尾歩美）キャラクターソングミニアルバム2「SINGin' SING UP♪♪♪♪」収録曲（2018）
  - Dreaming Stars - 涼風青葉（CV：高田憂希）＆滝本ひふみ（CV：山口愛）キャラクターソングミニアルバム2「SINGin' SING UP♪♪♪♪」収録曲（2018）
- PS4 / PS Vita『NEW GAME！-THE CHALLENGE STAGE！-』
  - ググッとワーク☆彡 - fourfolium（CV:高田憂希,山口愛,戸田めぐみ,竹尾歩美）OPテーマ曲,キャラクターソングミニアルバム「Now Singing♪♪♪♪」（2017） [11]
  - 向上上々ハイジャンプ↑↑↑↑ - fourfolium（CV:高田憂希,山口愛,戸田めぐみ,竹尾歩美）EDテーマ曲,キャラクターソングミニアルバム「Now Singing♪♪♪♪（2017）
- TVアニメ「アクションヒロイン チアフルーツ」
  - 紡いでくメモリー - 青山勇気（CV:石田晴香）「アクションヒロイン チアフルーツ」フルーツバスケット〜赤来杏、青山勇気、紫村果音〜収録曲（2017）
- 小倉唯
  - Merry de Cherry - 2nd Album『Cherry Passport』収録曲（2017）[12]
- PS4・PS Vita「実況パワフルプロ野球2018」
  - 主題歌『Brand new sky 』歌唱・作詞 （2018）[6]
- 純情のアフィリア
  - スキハ無敵 - 『I WANT TO GROW/起・承・転・結・序・破・急』収録曲（2018）
- スーパー戦隊シリーズ「騎士竜戦隊リュウソウジャー」
  - ED：ケボーン！リュウソウジャー - Sister MAYO （2019）
- スマホ向けアニメRPG「プリンセスコネクト！Re:Dive」
  - イベント「激走！ランドソルギルドレース」ED：SAI＊KOUスタートダッシュ - ペコリーヌ （CV: M・A・O）、コッコロ （CV: 伊藤美来）、キャル （CV: 立花理香）、スズメ（CV：悠木碧） （2020）
- アニメ「ふしぎ駄菓子屋 銭天堂」
  - 映画「東映まんがまつり」「ふしぎ駄菓子屋 銭天堂」ED：『はにゃ○満点、銭天堂。』歌唱・作詞 （2020）[13]
  - TVアニメ「ふしぎ駄菓子屋 銭天堂」(Eテレ 天てれアニメ枠) ED：『はにゃ○満点、銭天堂。』歌唱・作詞 （2020）[14]
- TVアニメ「セブンナイツ レボリューション -英雄の継承者-」(2021)
  - 挿入歌『空知らぬ虫の子よ』歌唱：ファリア(cv：山村響)
  - 挿入歌『真実』歌唱：ユーノミア(cv:嶋村侑)
  - 第12話 ED『永遠ノ花(とわのはな)』歌：ネモ&ファリア(cv:山下大輝&山村響)
- PS4「アイドルマスター スターリットシーズン」(2022)
  - DLCカタログVol.05 『全力★ドリーミングガールズ』作詞
- Netflixアニメ「コタロー は1人暮らし」(2022)
  - OP『星のランウェイ 』歌唱・作詞

- アミューズメント施設用ゲーム機「太鼓の達人」(2023)
  - 追加曲『モノクロームユートピア』歌唱・作詞
- Aiobahn
  - new world feat. ヰ世界情緒 (2024)

## 歌唱参加作品

### ボーカル
- PS Vita「魔壊神トリリオン」（2015）
  - OP『愛のノイズ』[15]
- TVアニメ「魔法使いの嫁」（2017）
  - 第5話挿入歌『君の行方』OST収録[16][5]

- PS4「魔女と百騎兵2」（2017）
  - OP『絶望カタルシス』
- スマートフォン向けゲーム「Fate/Grand Order」
  - メインクエスト第2部 第3章「Lostbelt No.3 人智統合真国 SIN 紅の月下美人」CMテーマ曲『Thest』（2018）[17]
  - 期間限定イベント「超古代新選組列伝 ぐだぐだ邪馬台国 2020」TVCM楽曲『明鏡肆水』（2020）[18]
- 映画「銀魂2 掟は破るためにそこにある」（2018）[19]
  - 挿入歌『高い下駄を置いてゆけ』 （ 桑原苑美 ,maimie ,KOCHO ）
- 中国スマートフォン向けゲーム「全民舞姫」（2018）[20]
  - 主題歌『Light Up Dreams!』 （ KOCHO ,maimie ,Amane Mashiro ）
- あにめたまご2018作品 アニメ「えんぎもん」（2018）
  - OP『えんぎもんOP・ご利益スポポポーン！！』[21]
- スマートフォン向けゲームRPG「魔法使いと黒猫のウィズ」
  - 5th Anniversary Original Soundtrack収録『恋してアイアンヘルム』 （2018）
- PS4・PS Vita「実況パワフルプロ野球2018」（2018）
  - 主題歌『Brand new sky 』歌唱・作詞[6]
- Netflix「スーパーモンスターズ」
  - 「スーパーモンスターズ: モンスター・パーティー」(2018) - 『今日こそ!』『大すきなモンスター』 （日本語吹替版）
  - 「スーパーモンスターズ」シーズン2 （2018）- 主題歌、挿入歌 （日本語吹替版）
  - 「スーパーモンスターズ:お星さまに願いを」 （2018）- 主題歌、挿入歌 （日本語吹替版）
  - 「スーパーモンスターズ:春にカンパイ!」（2019）- 主題歌、挿入歌 （日本語吹替版）
  - 「スーパーモンスターズ:新学期スタート!」（2019) - 主題歌、挿入歌 （日本語吹替版）
  - 「スーパーモンスターズ:ヴィーダ、はじめてのハロウィーン」（2019）- 主題歌、挿入歌 （日本語吹替版）
  - 「スーパーモンスターズ:モンスター・ペット」（2019）- 主題歌、挿入歌 （日本語吹替版）
  - 「スーパーモンスターズ」シーズン3 （2019）- 主題歌、挿入歌 （日本語吹替版）
  - 「スーパーモンスターズ：モンスターの日」（2020）- 主題歌、挿入歌 （日本語吹替版）
  - 「スーパーモンスターズ : サンタさんのお手伝い」 (2020) - 主題歌、挿入歌 （日本語吹替版）
  - 「スーパーモンスターズ : みんなのおとぎ話」 (2021) - 主題歌、挿入歌 （日本語吹替版）
- アニメ『ふしぎ駄菓子屋 銭天堂』（2020-）
  - TVアニメ『ふしぎ駄菓子屋 銭天堂』(Eテレ 天てれアニメ枠) - ED『はにゃ○満点、銭天堂。』 歌唱・作詞
  - 映画「東映まんがまつり」 『ふしぎ駄菓子屋 銭天堂』-   ED『はにゃ○満点、銭天堂。』 歌唱・作詞[13]

- 劇場版アニメ「映画 クレヨンしんちゃん 激突！ラクガキングダムとほぼ四人の勇者」(2020)
  - 挿入歌『喜びの歌 おぉキング!』( 國土佳音 ,Marie Kocho )

- スマートフォン用ゲーム「メギド72」(2021)
  - 「メギドの日記念イベント」楽曲『誓う言葉』歌唱：ガープ(CV:津田拓也)、KOCHO
- 本格的タワーディフェンスRPG「千年戦争アイギス」(2022)
  - 9周年記念アニバ―サリーPV曲『幾星霜を超えて』
- スマートフォン用ゲーム「メギド72」(2022)
  - イベント「継承せし者たち」楽曲『郷想懐響狐歌』歌唱：フーリーチン(CV:大坪由佳)、KOCHO
- TVアニメ「コタロー は1人暮らし」(2022-2023)
  - OP『星のランウェイ 』歌唱・作詞
- PS4/PS5「Relayer（リレイヤー）」(2022)
  - 主題歌「Into The Lost Code」
- iOS&Androidアプリゲーム「DEEMOII」(2022)
  - 収録曲『Precious Days』
- アミューズメント施設用ゲーム機「太鼓の達人」(2023)
  - 追加曲『モノクロームユートピア』
- ゲーム「ヒラヒラヒヒル」(2023)
  - 主題歌「星たちの歌」[22]
- ゲーム「カラビヤウ」(2023)
  - 日本語版主題歌「To The Beautiful」
- 「アイギス10周年イヤー 超タワーディフェンス祭り！」(2023)
  - 「千年戦争アイギス」「御城プロジェクト:RE～CASTLE DEFENSE～」「モンスター娘TD ～ボクは絶海の孤島でモン娘たちに溺愛されて困っています～」共通コラボレーションイベントのPV曲
- スマートフォン用ゲーム「メギド72」(2024)
  - 東方編『カクリヨくにうた』
- ゲーム「Strinova(ストリノヴァ)」(2024)
  - 主題歌「TO  THE  BEAUTIFUL」
- あにめのたね2025「星の子どもとはじまりの樹」(2025)
  - ED「ソラの子守唄」

### ドラマサウンドトラック
- TVドラマ「新参者」（2010） - 『探偵ごっこ』
- TVドラマ「シンデレラデート」（2014）
- TVドラマ「SAKURA〜事件を聞く女〜」（2014）
- TVドラマ「天誅〜闇の仕置人〜」（2014）
- NHKドラマ10「わたしをみつけて」（2015）
- TVドラマ「別れたら好きな人」（2015）
- 連続ドラマW「死の臓器」（2015）
- TVドラマ「37.5℃の涙」（2015）
- TVドラマ「HEAT」 （2015）
- TVアニメ「ゴーストライター」（2015） - メインテーマ『Gifted』
- TVドラマ「リテイク 時をかける想い」（2016）
- TVドラマ「いつかこの恋を思い出してきっと泣いてしまう」 （2016） - 『いつかこの恋を思い出してきっと泣いてしまう 〜vo ver.〜』
- NHK BS 特集ドラマ「ジャングル・フィーバー」（2016）
- TVドラマ「刑事ゆがみ」（2017） - メインテーマ『刑事ゆがみ』
- TVドラマ「新宿セブン」（2017）
- TVドラマ「我輩の部屋である」（2017）
- TVドラマ「カンナさーん!」（2017） - メインテーマ『カンナさーん!』
- TVドラマ「ボク、運命の人です。」（2017）
- スペシャルドラマ「女の勲章」（2017）
- TVドラマ「母になる」（2017） - メインテーマ『母になる』
- TVドラマ「嫌われる勇気」（2017） - メインテーマ『嫌われる勇気』『アドラー心理学』
- ドラマスペシャル 「東野圭吾 手紙」（2018）
- TVドラマ「黄昏流星群～人生折り返し、恋をした～」（2018）
- TVドラマ「リーガルV～元弁護士・小鳥遊翔子～」（2018）
- NHK BSプレミアム SPドラマ「マリオ～AIのゆくえ～」（2018）
- TVドラマ「正義のセ」（2018） - 『まっすぐに』
- NHK連続テレビ小説「半分、青い。」（2018） - 『ゾートロープの光の小人』他
- TVドラマ「アンナチュラル」（2018） - メインテーマ『アンナチュラル Unnatural Death』『突き止めるべき真実』『カタルシス』
- TVドラマ「インハンド」（2019）
- TVドラマ「ストロベリーナイト・サーガ」（2019）
- TVドラマ「家売るオンナの逆襲」（2019）
- TVドラマ「竜の道 二つの顔の復讐者」（2020）
- TVドラマ「MIU404」（2020） - 『警視庁から各局』『メロンパンのうた』
- TVドラマ「ハケンの品格」（2020）
- TVドラマ「アンラッキーガール」(2021)
- TVドラマ「女の戦争～バチェラー殺人事件～」(2021)
- NHK土曜ドラマ「六畳間のピアノマン」(2021)
- TVドラマ「警視庁強行犯係 樋口顕」(2021)
- TVドラマ「invert 城塚翡翠 倒叙集／霊媒探偵・城塚翡翠」(2022)
- TVドラマ「ばかやろうのキス」(2022)
- 特撮TVドラマ「ウルトラマンデッカー」(2022)
- TVドラマ「インビジブル」(2022)
- TVドラマ「パンドラの果実 ～科学犯罪捜査ファイル～」(2022)
- NHK BSプレミアム ドラマ「君の足音に恋をした」(2022)
- TVドラマ「ゴシップ  #彼女が知りたい本当の〇〇」(2022)
- TVドラマ「ドクターホワイト」(2022)
- TVドラマ「わげもん〜長崎通訳異聞〜」(2022)
- Netflixシリーズ「幽☆遊☆白書」(2023) - 『Final Crossing(feat. KOCHO)』
- TVドラマ「Maybe 恋が聴こえる」(2023)
- TVドラマ「何曜日に生まれたの」(2023)
- TVドラマ「ハヤブサ消防団」(2023) - 『ハヤブサの目』『Theme 4:アビゲイル騎士団』『MixTheme:運命』『救済』
- TVドラマ「CODE ー願いの代償ー」(2023)
- TVドラマ「弁護士ソドム」(2023)
- 連続ドラマW「フィクサー Season1」(2023)
- TVドラマ「勝利の法廷式」(2023)
- TVドラマ「星降る夜に」(2023)
- ドラマプレミアム「霊験お初～震える岩～」(2024) - 『霊験お初 メインテーマ』『死人憑き』
- TVドラマ「ACMA:GAME アクマゲーム」(2024)
- TVドラマ「グレイトギフト」(2024) - 『命』
- TVドラマ「大奥」(2024) - 『手心』『愛惜の情』『慈愛の手』
- TVドラマ「わたしの宝物」(2024) - 『Deep Life』
- NHK特集ドラマ 「天城越え」(2025)
- TVドラマ 「恋は闇」(2025) - 『ホルスの目』
- TVドラマ 「いつか、ヒーロー」(2025)
- テレビ朝日ドラマプレミアム「看守の流儀」(2025)

### アニメサウンドトラック
- TVアニメ「鉄腕バーディー DECODE」（2008） - 『マリオネットの子守唄』
- TVアニメ「フリージング ヴァイブレーション」（2013）
- TVアニメ「機巧少女(マシンドール)は傷つかない」（2013）
- TVアニメ「戦国BASARA Judge End」（2014）
- TVアニメ「ブブキ・ブランキ」 （2016）
- ジャンプスペシャルアニメフェスタ2016 上映作品 アニメ「ブラッククローバー」（2016）
- TVアニメ「orange」（2016）
- TVアニメ「Re:ゼロから始める異世界生活」（2016） -『愛と漆黒の輪舞曲 - Main Theme-』『魔女の呼び声』『死の啓示 』『Hexentanz』『 Re:verse 』『英雄のタクト -起源-』[23][5]
- TVアニメ「ボールルームへようこそ」（2017）
- TVアニメ「アクションヒロイン チアフルーツ」（2017）
- TVアニメ「キラキラ☆プリキュアアラモード」（2017）
- TVアニメ「ロクでなし魔術講師と禁忌教典」（2017）
- TVアニメ「霊剣山 叡智への資格」（2017）
- TVアニメ「ゴブリンスレイヤー」（2018）
- TVアニメ「ジョジョの奇妙な冒険 黄金の風」（2018 - 2019）
- TVアニメ「爆釣バーハンター」（2018 - 2019）
- TVアニメ「となりの吸血鬼さん」（2018）
- TVアニメ「ブラッククローバー」（2018） - 『海神降臨』コーラス[24]
- TVアニメ「ロード オブ ヴァーミリオン 紅蓮の王」（2018）
- TVアニメ「ゴールデンカムイ」（2018）
- TVアニメ「デビルズライン」（2018）
- TVアニメ「LOST SONG」（2018）
- TVアニメ「重神機パンドーラ」（2018）
- TVアニメ「HUGっと!プリキュア」（2018）
- TVアニメ「スロウスタート」（2018）
- TVアニメ「グランクレスト戦記」（2018）
- TVアニメ「デカダンス」（2020）
- TVアニメ「キングスレイド 意志を継ぐものたち」(2020 - 2021)
- TVアニメ「ゴールデンカムイ」（2020,2022）
- TVアニメ「Re:ゼロから始める異世界生活 2nd season」（2020 - 2021）
- TVアニメ「歌舞伎町シャーロック」（2019 - 2020）
- TVアニメ「ビルディバイド -#000000-」(2021)
- TVアニメ「プラチナエンド」(2021-2022)
- TVアニメ「ブルーピリオド」(2021)
- TVアニメ「メガトン級ムサシ」(2021)
- ディズニープラス「スターウォーズ：ビジョンズ」『THE DUEL』(2021)
- TVアニメ「精霊幻想記」(2021)
- TVアニメ「魔法科高校の優等生」(2021)
- Netflix「バイオハザード：インフィニット ダークネス」(2021)
- TVアニメ「不滅のあなたへ」(2021)
- TVアニメ「Fairy蘭丸～あなたの心お助けします～」(2021)
- TVアニメ「美少年探偵団」(2021)
- TVアニメ「怪物事変」(2021)
- TVアニメ「アークナイツ 【黎明前奏/PRELUDE TO DAWN】」(2022)
- TVアニメ「不滅のあなたへ season2」(2022-2023)
- TVアニメ「メガトン級ムサシ シーズン2」(2022-2023)
- TVアニメ「農民関連のスキルばっか上げてたら何故か強くなった」(2022)
- TVアニメ「パズドラ」(2022)
- TVアニメ「ダンジョンに出会いを求めるのは間違っているだろうか？Ⅳ 新章 迷宮篇」(2022)
- TVアニメ「はたらく魔王さま！！」(2022)
- TVアニメ「エスタブライフ グレイトエスケープ」(2022)
- TVアニメ「ビルディバイド -#FFFFFF-」(2022)
- TVアニメ「ブラック★★ロックシューター DAWN FALL」(2022)
- TVアニメ「錆喰いビスコ」(2022)
- TVアニメ「東京24区」(2022)
- TVアニメ「ジョジョの奇妙な冒険 ストーンオーシャン」(2022-2023)
- TVアニメ「終末のハーレム」(2022)
- TVアニメ「ブルバスター」(2023)
- Netflixアニメ「PLUTO」(2023)
- TVアニメ「白聖女と黒牧師」(2023)
- TVアニメ「ゴールデンカムイ 」(2023)
- TVアニメ「この素晴らしい世界に爆焔を！」(2023)
- TVアニメ「魔法少女マジカルデストロイヤーズ」(2023)
- TVアニメ「デッドマウント・デスプレイ」(2023)
- TVアニメ「【推しの子】」(2023)
- TVアニメ「とんでもスキルで異世界放浪メシ」(2023)
- TVアニメ「アルスの巨獣」(2023)
- TVアニメ「ダンジョンに出会いを求めるのは間違っているだろうか？Ⅳ 深章 厄災篇」(2023)
- アニメ「FLAGLIA ～なつやすみの物語～」(2023)
- アニメ「Rick and Morty: The Anime」(2024)
- TVアニメ「神之塔 -Tower of God- 王子の帰還」(2024)
- TVアニメ「しかのこのこのここしたんたん」(2024)
- TVアニメ「【推しの子】」(2024)
- TVアニメ「シンカリオン チェンジ ザ ワールド」(2024〜)
- アニメ「SAND LAND: THE SERIES」(2024)
- TVアニメ「悪役令嬢レベル99～私は裏ボスですが魔王ではありません～」(2024)
- TVアニメ「愚かな天使は悪魔と踊る」(2024)
- TVアニメ「異修羅」(2024)
- TVアニメ「Re:ゼロから始める異世界生活」3rd season 襲撃編 (2024)
- TVアニメ「村井の恋」(2024)
- TVアニメ「最凶の支援職【話術士】である俺は世界最強クランを従える」(2024)
- TVアニメ「神之塔 -Tower of God- 工房戦」(2024)
- TVアニメ「マーダーミステリー・オブ・ザ・デッド」(2024)
- TVアニメ「Übel Blatt～ユーベルブラット～」(2025)
- TVアニメ「いずれ最強の錬金術師?」(2025)
- TVアニメ「没落予定の貴族だけど、暇だったから魔法を極めてみた」(2025)
- TVアニメ「全修。」(2025)
- TVアニメ「クラスの大嫌いな女子と結婚することになった。」(2025)
- TVアニメ「Re:ゼロから始める異世界生活」3rd season 反撃編 (2025)
- アニメ「ニンジャバットマン対ヤクザリーグ」(2025)
- TVアニメ 「日々は過ぎれど飯うまし」(2025)
- TVアニメ 「アポカリプスホテル」(2025)
- TVアニメ「機動戦士Gundam GQuuuuuuX」(2025) - 『ゼクノヴァ（I_056）』
- TVアニメ「神椿市建設中。」(2025)

### 映画サウンドトラック
- 映画「踊る大捜査線 THE MOVIE3 ヤツらを解放せよ!」（2010）
- 映画「白魔女学園 オワリトハジマリ」（2015）
- 映画「orange -未来-」（2016）
- 映画「鋼の錬金術師」（2017）
- 映画「ミックス。」（2017）
- 劇場アニメ「BLAME!」（2017）
- 映画「Re:ゼロから始める異世界生活 Memory Snow」（2018）
- 映画 「HUGっと!プリキュア ふたりはプリキュアオールスターズメモリーズ」(2018)
- 映画「センセイ君主」（2018）
- 映画「青夏 きみに恋した30日」（2018）
- 映画「劇場版 コード・ブルー -ドクターヘリ緊急救命-」（2018）
- 映画「プリキュアスーパースターズ！」（2018）
- 映画「HUMAN LOST 人間失格」（2019）
- 映画 「映画 この素晴らしい世界に祝福を!紅伝説」（2019）
- 映画 「プリキュアミラクルユニバース」(2019)
- 映画「Fate/Grand Order -神聖円卓領域キャメロット- 前編Wandering; Agateram」(2020)
- 映画「モンスターストライク THE MOVIE ルシファー 絶望の夜明け」（2020）
- 映画「Re:ゼロから始める異世界生活 氷結の絆」（2020）
- 映画「プリキュアミラクルリープ みんなとの不思議な1日」(2020)
- オリンピック短編アニメーション映画「Tomorrow's Leaves」(2021) - IOC、スタジオポノック共同制作
- 劇場版『Ｇのレコンギスタ Ⅲ』「宇宙からの遺産」(2021)
- 映画「Fate/Grand Order -神聖円卓領域キャメロット- 後編Wandering; Agateram」(2021)
- 映画「SAND LAND」(2023)
- 劇場版「PSYCHO-PASS サイコパス PROVIDENCE」(2023)
- 劇場版「名探偵コナン 黒鉄の魚影（サブマリン）」(2023)
- 映画「シン・仮面ライダー」(2023) - 『Where you go ver.K』『Where you go End Roll ver.』
- 映画「【推しの子】Mother and Children』(2023)
- 映画「劇場版 ACMA:GAME 最後の鍵」(2024)
- 映画「カミノフデ 〜怪獣たちのいる島〜」(2024)
- 映画「【推しの子】 The Final Act」(2024)
- 映画「REQUIEM〜ある作曲家の物語〜」(2025)
- 劇場版「名探偵コナン 隻眼の残像」(2025)
- 映画「パリピ孔明 THE MOVIE」(2025)

### ゲームサウンドトラック
- スマートフォン向けゲーム「サウザンドメモリーズ」コラボサーガ『【後編】ある姉妹の物語〜異界からの救世主〜』（2016） - 『ある姉妹の物語』『抗うべき宿命』 他
- PS4「ファイナルファンタジーXV オンライン拡張パック【戦友】」（2017） - 『Hunting for a Thrill』
- 3DS「ファイアーエムブレム Echoes もうひとりの英雄王」（2017） -『タイトルループ』『在りし日の唄』『往く地の果てには』『遠い約束』
- PS4「仁王」（2017） - 『Saoirse』
- スマートフォン向けゲーム「黒騎士と白の魔王」（2018） - 『Advent～Ra～』
- スマートフォン向けゲーム「王者栄耀」（2018） - 『无间傀儡』[25]
- スマートフォン向けゲーム「ロマンシング サガ リ・ユニバース」（2019） - 新イベント「メリークリスマス！聖夜のサンタ合戦」BGM
- スマートフォン向けゲーム「Fate/Grand Order」『Fate/Grand Order Orchestra performed by 東京都交響楽団』（2019） - 『Fate/Grand Order （orchestra ver.）』
- スマートフォン向けゲーム「鬥破蒼穹」（2019）
- PS4「グランブルーファンタジー ヴァーサス」(2020) - 追加キャラクターDLC「ウーノ」BGM
- ゲーム「ファイナルファンタジー・クリスタルクロニクル リマスター」(2020)
- スマートフォン向けゲーム「モンスターストライク」（2020） - 特別仕様クエスト「未開の大地」BGM
- PS4「仁王2」（2020） - 『Freed From This Mortal Coil』
- スマートフォン用武装カスタマイズアクションゲーム「アリス・ギア・アイギス」(2021) -  特殊宙域作戦「Op.ヘンビット」BGM『Trauma』
- スマートフォン向けゲームアプリ「陰陽師」(2021) - 四周年新SP式神　SP夜溟彼岸花CG BGM
- Nintendo Switch™／PlayStation®4「メガトン級ムサシ」(2021)
- スマートフォン向けゲーム「マギアレコード 魔法少女まどか☆マギカ外伝」(2021)
- スマートフォン向けゲーム「モンスターストライク」(2021 - 2024) -「新超絶アストラル」BGM、「超絶 ～生出の大和神話～」「未開の砂宮」BGMコーラス[26]
- スマートフォン向けゲームアプリ「ロマンシング サガ リ・ユニバース」(2021) -  イベント「宿命の大決戦-死闘 イゴマール-」BGM
- スマートフォン向けゲームアプリ「決戦！平安京」(2021) - 「サンリオキャラクターズ」コラボイベントBGM
- PS4、Xbox One、Steam用ソフト「NieR Replicant ver.1.22474487139...」(2021) - 『青イ鳥 (ver.1.22474487139...)』『相似スル記憶』
- スマートフォン向けゲーム「NieR Re[in]carnation」(2021-2023) -『Inori-祈リ』『Deinei - 泥濘』
- 冤罪脱出ADV&弾幕STG「冤罪執行遊戯ユルキル」(2022)
- スマートフォン向けゲームアプリ「メギド72」(2022) - イベント「復讐の悪魔と怨讐の魔人」、メインクエスト10章2節
- PS4/PS5/Xbox/PC「STRANGER OF PARADISE FINAL FANTASY ORIGIN」(2022)- 『Battle:Darkness』
- Switch/PS4/Steam「Voice of Cards できそこないの巫女」(2022) - 『巫女の試練』『巫女の修行』『紡がれる想い』
- スマートフォン向けゲームアプリ「ヘブンバーンズレッド」(2022〜)
- スマートフォン向けRPGアプリ「D×2 真･女神転生 リベレーション」(2023) - コーラスに参加
- ホラーミステリーADVゲーム「パラノマサイト FILE 23 本所七不思議」(2023) - 『Main Theme from “PARANORMASIGHT”』
- アクションRPG「Wo Long: Fallen Dynasty」(2023) - 民族コーラス
- スマートフォン向けゲームアプリ「FINAL FANTASY Record Keeper」- 『最後の闘い FFRK Ver. arrange from FFIX』
- 和風ホラーゲーム「お結び」(2024) - 主題歌『Enishi』作詞•作曲•歌唱
- ゲーム「サガ エメラルド ビヨンド」(2024) -  『闇の王の力』
- 超爽快本格3DアクションRPG「パニシング：グレイレイヴン」(2024) - ファウンス士官学校校歌『遺志継ぐ帰航』
- RPG「FINAL FANTASY VII REBIRTH」(2024) - 『J-E-N-O-V-A -誕生-』
- 3D対戦格闘ゲーム「鉄拳8」(2024) - 『Kakuri-yo Kagura』
- スマートフォンゲーム「新月同行」(2024)
- ゲーム「SYNDUALITY Echo of Ada」(2025)
- ゲーム「神椿市建設中。REGENERATE 」(2025)

### CM
- TVCM ヤマザキ「冬はやっぱりヤマザキの中華まん。中華まん ほかほか篇」 （2014） - サウンドロゴ
- TVCM 全労済 住まいる共済 （2014） - サウンドロゴ
- TVCM ラジオCM「白樺リゾート池の平ファミリーランド」 （2014） - サウンドロゴ
- TVCM FamilyMart「ファミマのクリスマスケーキ2015篇」他 （2015） - サウンドロゴ
- TVCM 森永乳業 Lipton 「私は、朝の紅茶です。篇」 （2015）
- WebCM 資生堂 BENEFIQUE 「夏の℃美容は、アイスクリームとろけるマスク。篇」 （2015）
- WebMovie Panasonic 「Cut Out the Darkness / 笑顔の贈り物」 （2015）
- Web&店頭PV Wacoal 「約束のブラ 2015AW」 （2015）
- TVCMファミリーマート「クリスマスケーキ早割11月」他 （2016）
- TVCM ニトリのランドセル（2016）
- TVCM JA共済 建物更生共済「むてき～写真～」篇 （2016）
- WebCM ピザハット「ぜいたくサプライズ4・ポケットの秘密！」 （2016）
- WebCM ブルボン プチシリーズ プロ野球コラボスペシャルムービー （2016）
- WebMovie ソフトバンク 「Personal Innovation Act “Analog Innovation”」（2016）
- WebCM 味の素「パルスイート® ビオリゴ® 腸内環境良好です」 （2016）
- TVCM 三菱ケミカルホールディングス「Water編」（2017）
- TVCM ミニストップ「ハロハロ 果実氷いちご」（2017）
- TVCMニトリ 「ひろがる こども新生活!」（2017）
- TVCM リアルゴールド「リアゴエール」篇（2017）
- WebCM Adobe「イメージ通りを、イメージ以上に。冬の風景編#2」（2017）
- WebCM 東レ トレビーノ「美容の大事は水から」篇 （2018）
- TVCM 宝くじ 社会貢献「子育て支援くじ篇」（2018）
- TVCMダノンヨーグルト「毎日おいしく、ビタミンDでカルシウム こども博士」篇（2018） サウンドロゴ
- WebCM ブルボン プチシリーズ プロ野球コラボ2018（2018）
- TVCMハウス食品 フルーチェ「一緒に篇」（2018）
- WebCM 資生堂「dプログラム 敏感娘篇」（2018）
- TVCM 日清製粉グループ「HAPPY MENU TO YOU!」（2019） コーラス
- WebCM 車買取アップル 「満足度NO.1宣言：買取篇」他 （2019） サウンドロゴ
- CM UCC 職人の珈琲　「神の手を持つ男」 篇 (2021) コーラス、一部作曲
- TVCM SMBCモビット 「頑張る人への呼びかけ篇」(2023) コーラス
- CM 富士急ハイランド 『ZOKKON 誕生！』(2023) コーラス
- TVCM 日清ヨーク 十勝のむヨーグルト「バンビーノ編」(2024)コーラス
- WebCM LEGO 「5月5日はレゴの日！」(2024)
- CMグルメキャリー『パティシエになりたい篇』『みんなの「なりたい」篇』(2025)
- TVCM バンダイ「プリキュアグミ」(2025)

### 出演
- 菅野祐悟 バレンタインコンサート2018 （昭和女子大学人見記念講堂）「刑事ゆがみ メインテーマ」歌唱 (2018)
- Fate/Grand Order Fes. 2019 ～カルデアパーク～（幕張メッセ国際展示場4～7ホール） 「Thest」歌唱 (2019)
- 菅野祐悟 バレンタインコンサート2019 （渋谷区文化総合センター大和田 さくらホール）「刑事ゆがみ メインテーマ」歌唱 (2019)
- 舞台少女ヨルハ Ver1.1a (東京建物 Brillia HALL) コーラス出演 (2020)
- よーすぴサンタ2021～リィンカネと音楽のクリスマスナイト～(配信)ボーカル参加(2021)
- 配信イベント「MONST COMMUNITY NIGHT」『モンストのつくりかた 〜BGM制作編〜』コーラス(2021)
- 「陳情令」オーケストラコンサート(ロームシアター京都メインホール)事前録音にてコーラス参加(2021)
- 東京都交響楽団 特別公演 Fate/Grand Order Orchestra Concert(東京芸術劇場 コンサートホール) エスニックボイス(2021)
- Fate/Grand Order Fes. 2021 ～6th Anniversary〜 (オンライン) 「明鏡肆水」歌唱 (2021)
- NieR:Automata FAN FESTIVAL 12022 壊レタ五年間ノ声(東京ガーデンシアター)ボーカル参加(2022)
- Fate/Grand Order Fes.2022 7th Anniversary Special Live (幕張メッセ国際展示場)コーラス参加(2022)
- TBS「情報7daysニュースキャスター」テーマ曲『エルデ』コーラス参加(2022)
- ロマンシング サガ オーケストラ祭2022 大阪公演(ザ・シンフォニーホール）東京公演(東京芸術劇場)歌唱 (2022)
- NieR Re[in]carnation 1st Anniversary SPECIAL SHOW(配信) ボーカル参加(2022)
- ロマンシング サガ オーケストラ祭2023 東京公演(東京芸術劇場) 福岡公演(福岡市民会館) 大阪公演(ザ・シンフォニーホール)歌唱(2023)
- 簡体字版『Fate/Grand Order』7周年記念イベント「Fes Night」(上海 静安体育中心)「Thest」「明鏡肆水」歌唱(2023)
- NieR Re[in]carnation  2nd Anniversary SPECIAL SHOW(配信) ボーカル参加(2023)
- 十三機兵防衛圏オーケストラコンサート(かつしかシンフォニーヒルズ・モーツァルトホール)ボーカル&コーラス参加(2023)
- パワフルプロ野球30周年記念コンサート(Bunkamuraオーチャードホール)ボーカル参加(2024)
- GENSHIN CONCERT TOUR 横浜公演(パシフィコ横浜 国立大ホール)大阪公演(グランキューブ大阪メインホール)コーラス参加(2024)
- FGO Expo ～Fate/Grand Order Fes. 2024 9th Anniversary～ (幕張メッセ国際展示場)ボーカル参加(2024)
- Re:ゼロから始める異世界生活 フィルムコンサート(立川ステージガーデン)コーラス参加(2024)
- トワツガイコンサート 2024 ～鳥籠で見る夢～ (LINE CUBE SHIBUYA)コーラス参加(2024)
- TVアニメ『ゴールデンカムイ』オーケストラコンサート’24  (すみだトリフォニーホール 大ホール) コーラス参加(2024)
- 『Fate/stay night』20周年記念コンサート Finale(東京国際フォーラム ホールA)コーラス参加(2025)

### その他
- NHK オーディオドラマ「走れ歌鉄!」（2016）
- テレビ朝日「Get Sports」（2018） - 『Ameno（20th→TOKYO MIX）』ブルガリアンボイス
- NHKスペシャル「ニッポンの家族が非常事態!?」（2018）
- NHKスペシャル「天皇が創った至宝～正倉院宝物が伝える日本誕生～」（2019） コーラス
- 東京国立博物館 TNM & TOPPAN ミュージアムシアター「VR作品 正倉院 時を超える想い」（2019） ボーカル
- NHK BS4K「空旅中国」（2019） ボーカル
- NHK-FMシアター「良い子、母になる」（2020）
- TEAM SHUZO - 「CANDO」（2020） - 民族コーラス
- TVアニメ「無職転生 〜異世界行ったら本気だす〜」OP『祈りの唄 / 大原ゆい子』(2021) - コーラス
- Huluオリジナルドラマ「死神さん」(2021) - 劇中歌歌唱協力
- DAZZLE・BLUE TOKYO 舞台「NORA」(2021)
- Netflix「クリエイターズ・ファイル GOLD」(2021) - 民族コーラス
- TVアニメ「無職転生 〜異世界行ったら本気だす〜」OP『旅人の唄 / 大原ゆい子』(2021) - 民族コーラス
- Mrs.GREENAPPLE 『Soranji』(2022) - コーラス
- NHK-FM ラジオドラマ「滅びの前のシャングリラ」(2022) - テーマ曲歌唱
- ムビ×ステ舞台「漆黒天-始の語り-」(2022) - 歌唱及び作詞
- TBS「情報7daysニュースキャスター」(2022) - 民族コーラス
- 舞台「爆劔〜源平最終決戦〜」(2023)
- NHK BS / BSプレミアム4K「フロンティア」(2023) - ボーカル
- NHK BS4K / BS8K「究極ガイド 2時間でまわる☆☆☆」(2023) - コーラス
- JUNNA『Dear』(2023) - 民族コーラス
- FRAM『a flavor of the moment』(2024) - コーラス
- NHKスペシャル「福島モノローグ 2011-2024」(2024)
- スマートフォン向けゲームアプリ「ロマンシング サガ リ・ユニバース」6周年記念楽曲『繭姫/岩男潤子』(2024) - 民族コーラス
- 舞台「爆剣 -帝国幻想兵団-」(2024)
- Empty old City 『Death Designer』(2025)
- Expo2025 大阪・関西万博 出展【三菱未来館】『JOURNEY TO LIFE』(2025)
- Siip – Walhalla (Official Music Video)(2025) - コーラスアレンジ、コーラスコーディネート、コーラス参加